# 5002 Marnix
5002 Marnix è un asteroide della fascia principale. Scoperto nel 1987, presenta un'orbita caratterizzata da un semiasse maggiore pari a 2,3271516 UA e da un'eccentricità di 0,2060681, inclinata di 1,59159° rispetto all'eclittica.